# Estación de Villa de Vallecas

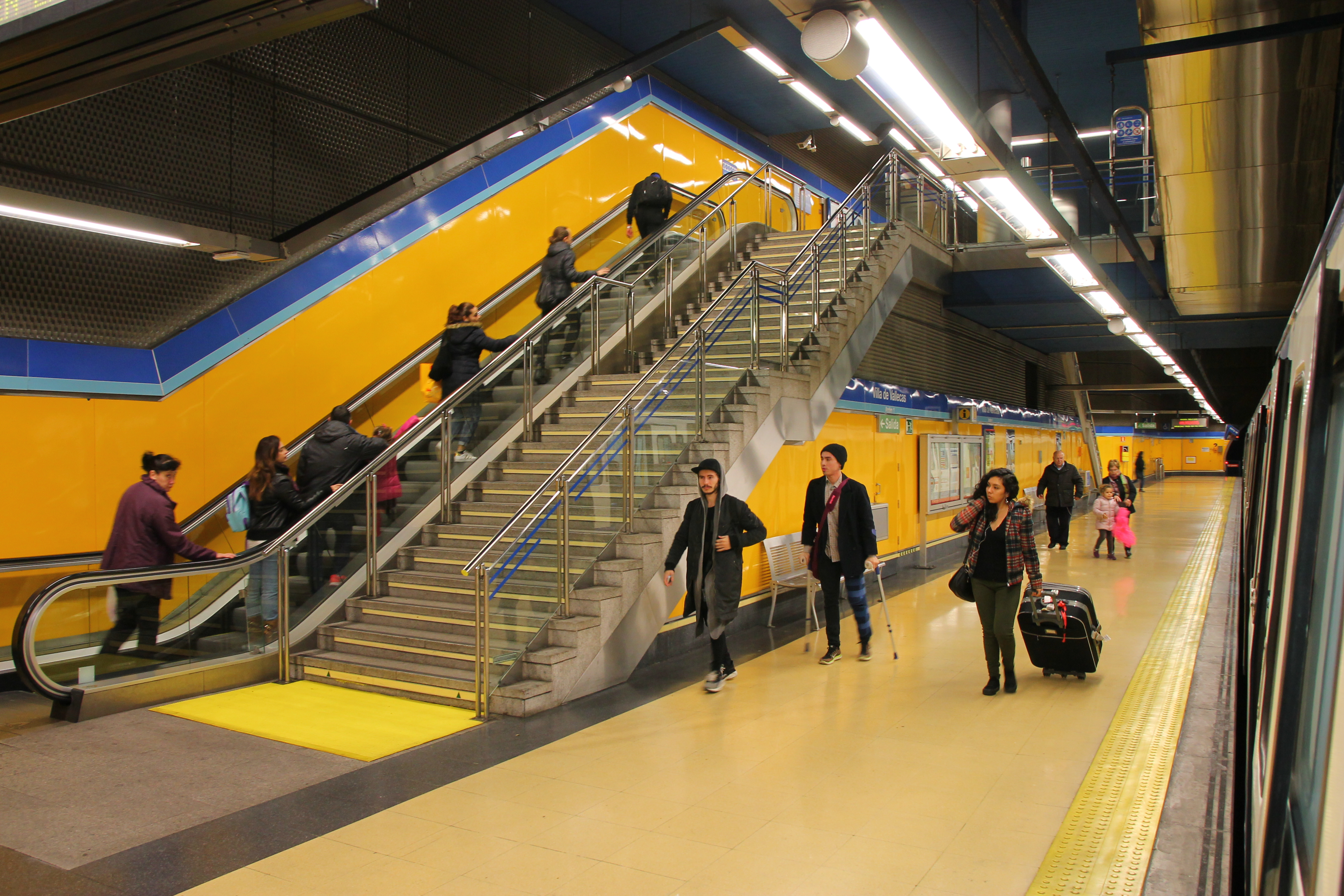
Andén de la estación

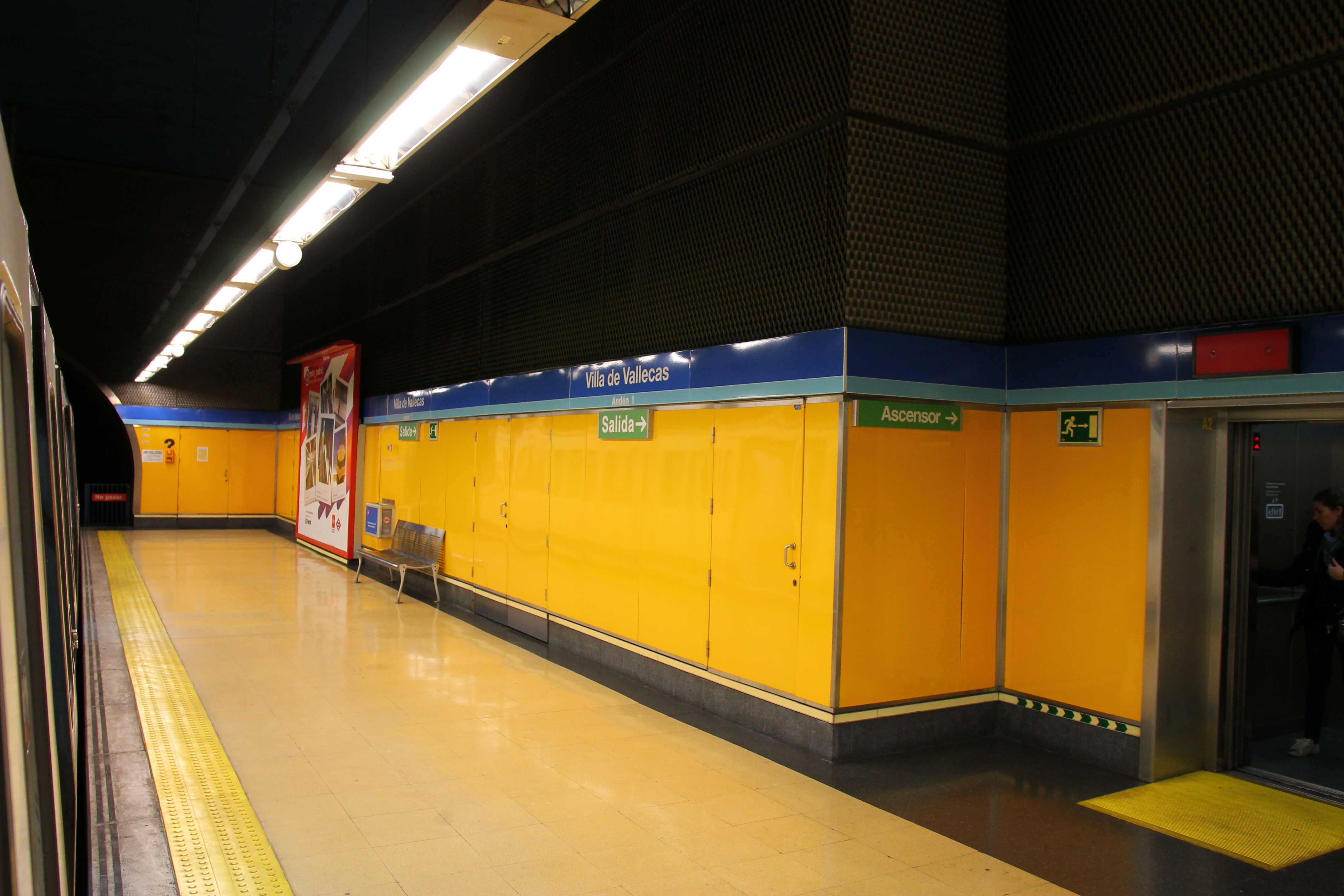
Andén de la estación

Villa de Vallecas es una estación de la línea 1 del Metro de Madrid situada bajo la plaza de Juan Malasaña, en el casco histórico del pueblo de Vallecas (distrito de Villa de Vallecas), de la que toma su nombre, en Madrid (España).

## Historia
La estación fue inaugurada el 3 de marzo de 1999 y puesta en servicio el día siguiente con el tramo inaugurado entre las estaciones de Miguel Hernández y Congosto.
Desde el 24 de junio de 2023, y hasta el 14 de octubre, el tramo Nueva Numancia-Valdecarros permaneció cortado por obras. En su lugar se ha establecido un servicio sustitutivo de autobús.

## Accesos
Vestíbulo Villa de Vallecas
- Pº Federico García Lorca Pº Federico García Lorca, 3
- Sierra Vieja C/ Sierra Gádor, 10 (esquina C/ Sierra Vieja)
- Ascensor Pº Federico García Lorca, 1

## Líneas y conexiones

### Metro
| << cabecera        | < estación          | línea | estación > | cabecera >> |
| ------------------ | ------------------- | ----- | ---------- | ----------- |
| Pinar de Chamartín | Sierra de Guadalupe |       | Congosto   | Valdecarros |

### Autobuses
| Diurnos   |                      |                                                      |
| Línea     | Destino              | Parada                                               |
| 143       | Manuel Becerra       | 1030 VILLA VALLECAS (Cabecera Pza. Juan de Malasaña) |
| 54        | Estación de Atocha   | 1031 VILLA VALLECAS (Pza. Juan de Malasaña)          |
| 58        | Puente de Vallecas   | 1031 VILLA VALLECAS (Pza. Juan de Malasaña)          |
| 103       | Estación de El Pozo  | 1031 VILLA VALLECAS (Pza. Juan de Malasaña)          |
| 142       | Pavones              | 1031 VILLA VALLECAS (Pza. Juan de Malasaña)          |
| 54        | Congosto             | 4368 VILLA VALLECAS (C/ Sierra de Gádor, 68)         |
| 58        | Santa Eugenia        | 4368 VILLA VALLECAS (C/ Sierra de Gádor, 68)         |
| 103       | Ecobulevar           | 4368 VILLA VALLECAS (C/ Sierra de Gádor, 68)         |
| 142       | Ensanche de Vallecas | 4368 VILLA VALLECAS (C/ Sierra de Gádor, 68)         |
| Nocturnos |                      |                                                      |
| Línea     | Destino              | Parada                                               |
| N9        | Cibeles              | 1030 VILLA VALLECAS (Pza. Juan de Malasaña)          |
| N25       | Alonso Martínez      | 1030 VILLA VALLECAS (Pza. Juan de Malasaña)          |